# Carlos Cuadra
Carlos Albert Cuadra (21 de desembre de 1925) és un documentalista nord-americà d'origen hispà. És pioner en la creació de bases de dades en línia.

## Biografia
Carlos Cuadra va néixer a San Francisco, Califòrnia (EE. UU.). Va abandonar els seus estudis a l'institut per ingressar el 1944 en la marina nord-americana durant la Segona Guerra Mundial. Va deixar la marina dos anys (1946) després amb un diploma en codi Morse que li va permetre ingressar a la Universitat de Califòrnia (Berkeley). Posteriorment, va estudiar psicologia clínica i es va doctorar en aquesta matèria el 1953, treballant durant uns anys al centre de salut mental d'aquesta universitat i en altres centres semblants als Estats Units. Durant aquests anys, Cuadra va aplicar els seus coneixements de programació en el tractament de la informació mèdica.
El 1956 es va incorporar a la Corporació RAND, que treballava conjuntament amb l'Institut Tecnològic de Massachusetts en la creació d'un sistema de defensa aèria. Va treballar als departaments de primerenques bases de dades documentals amb informació bàsica per a la indústria. D'aquestes tasques va sorgir System Developmen Corporation, més conegut per les seves sigles SDC, un centre especialitzat en informació en línia. Allí Cuadra va començar a crear programari aplicat al camp de la Informació i la Documentació; entre ells, destaca:
- Programari per la National Library of Medicine.
- El 1972, funda ORBIT, el primer hoste en línia comercial, al que van seguir fins a quatre edicions més.

Carlos Cuadra va abandonar la SDC el 1978 per crear la seva pròpia empresa de productes documentals Cuadra Associates, on va crear l'eina Directory of Online Databases (DOD), el millor directori de bases de dades en línia, al costat del creat per Martha Williams. La seva primera pàgina estava composta per un quadre on es detallava l'evolució del nombre de bases de dades, productors, hostes i gateways amb les dades de les edicions anteriors.
Posteriorment, crea el Directory of Portable Databases, un directori amb informació sobre bases de dades en CD-ROMs, cintes i disquets.
A més de la feina de casa com a programador i distribuïdor de productes d'informació documental, també va ser editor. Va fundar la revista Annual Review of Information Science and Technology (ARIST) el 1966, pertanyent a la American Society of Information Science. Cuadra va editar els 10 primer volums; el tercer va ser guardonat amb el Premi Asis al Millor Llibre publicat el 1969.
Carlos Cuadra va ser recompensat amb el Premi ASIS&T al Mèrit acadèmic el 1968.